# Platyhelluo
Platyhelluo weiri es una  especie de coleóptero adéfago de la familia Carabidae y el único miembro del género monotípico Platyhelluo.